# Enskede hoppbacke

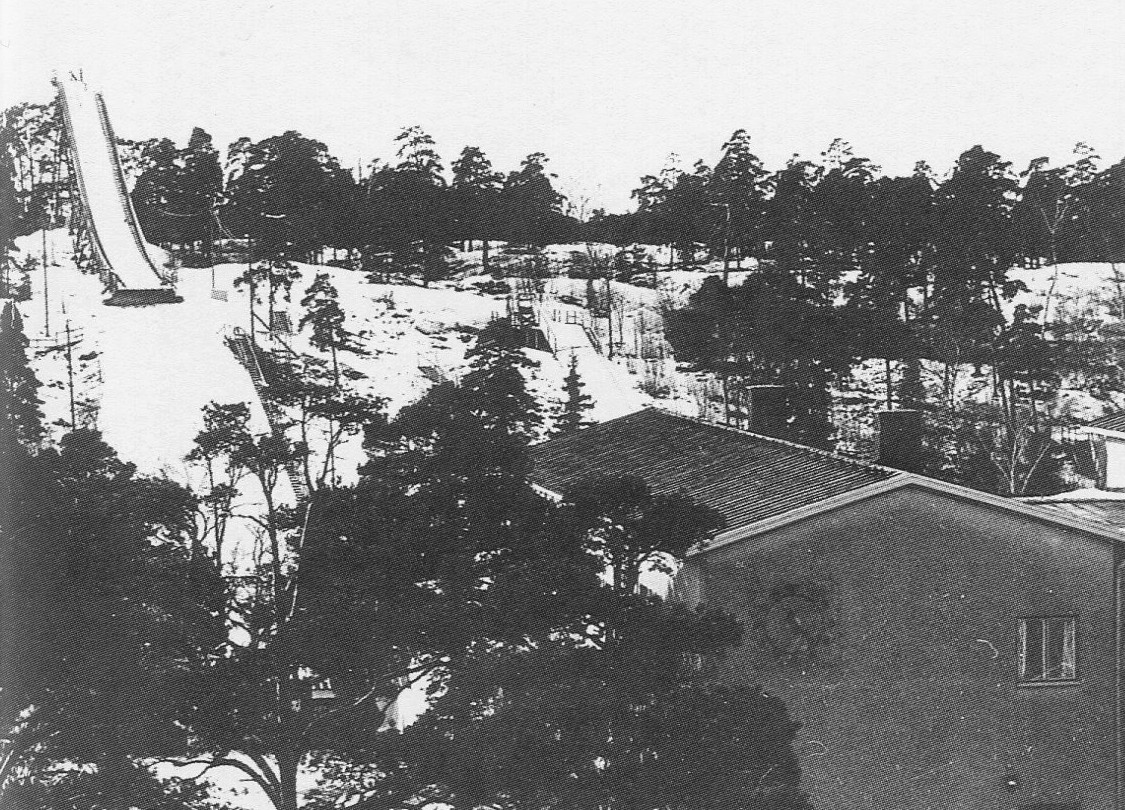
Stora backen till vänster och lilla backen, delvis skymd av Enskedefältets skola, 1950.

Enskede hoppbacke var en hoppbacke som låg i Hemskogen, strax söder om Enskedefältets skola i stadsdelen Enskedefältet, södra Stockholm. Anläggningen invigdes 1924 och hopptävlingarna lades ner 1990. År 2016 beslöt stadsdelsnämnden att riva de sista resterna och att låta bygga en utsiktsplats.

## Historik
Anläggningen i norrsluttningen av Hemskogen invigdes inför storpublik den 17 februari 1924. Här fanns en bra plats att bygga en hoppbacke eftersom terrängen stiger ganska brant från 18 meter över havet till 45 meter ö.h. Egentligen var det två hoppbackar, en mindre i norr som tillät hopp upp emot 15–20 meter och en större i söder med ett cirka 20 meter högt torn som klarade över 35 meters hopp. Det höga tornet blev ett välkänt landmärke i trakten. Nedanför utbreder sig ett stort fält där publiken brukade samlas. I direkt närhet låg även hållplatsen Enskedefältet på Örbybanan (linje 19), sedan 1951 tunnelbanestationen Sockenplan. På Enskede hoppbacke arrangerades hopptävlingar för juniorer och vuxna arrangerad av IFK Enskedes backhoppningssektion.
Åke ”Flying” Persson från Farsta, junior- och seniormästare i Nordisk kombination, var en av de sista som hoppade i stora backen innan den lades ner 1990. År 1992 revs den stora backens torn eftersom den, enligt stadens tjänstemän, var i så dåligt skick att den var en säkerhetsrisk. Den mindre backen var därefter fortfarande i bruk några år, om än sällan. I januari 2006 tändes ett nytt hopp att kunna rädda lilla backen. IFK Enskede hade investerat en hel del reparationer för att kunna öppna den. Så sent som i november 2012 undrade Dagens Nyheter om man inte kunde använde lilla backen. Dess nerfart, en träkonstruktion, var då i dåligt skick med lösa bräder och skadad stomme. 

### Historiska bilder

"Ungdomstävling
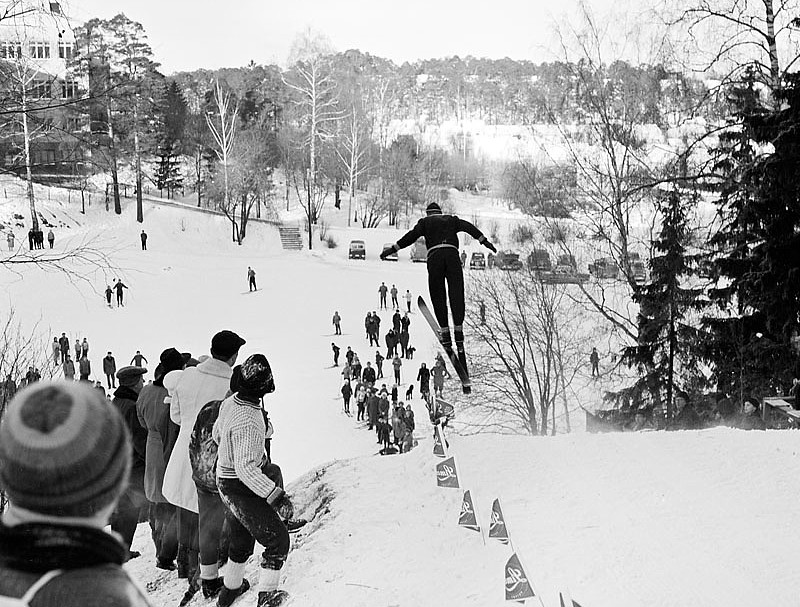
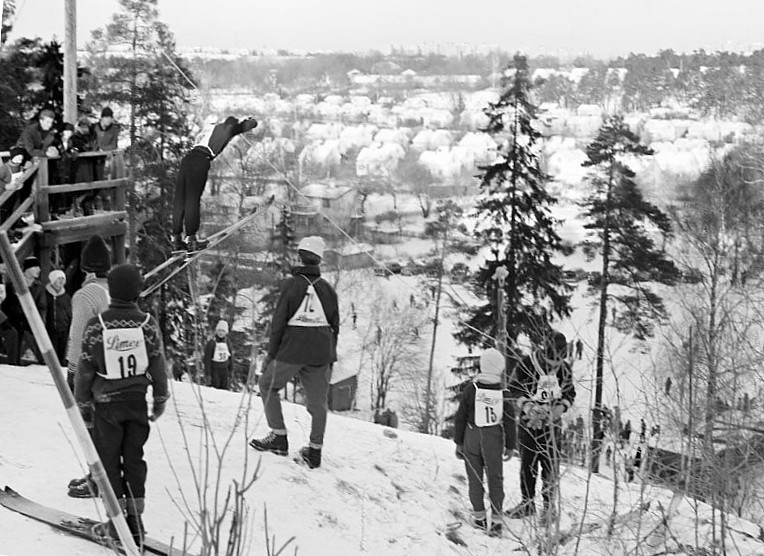
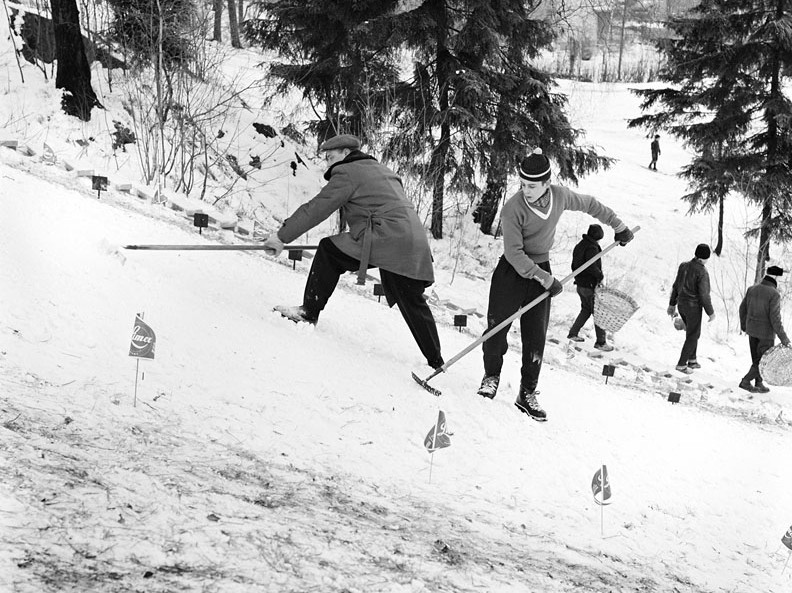
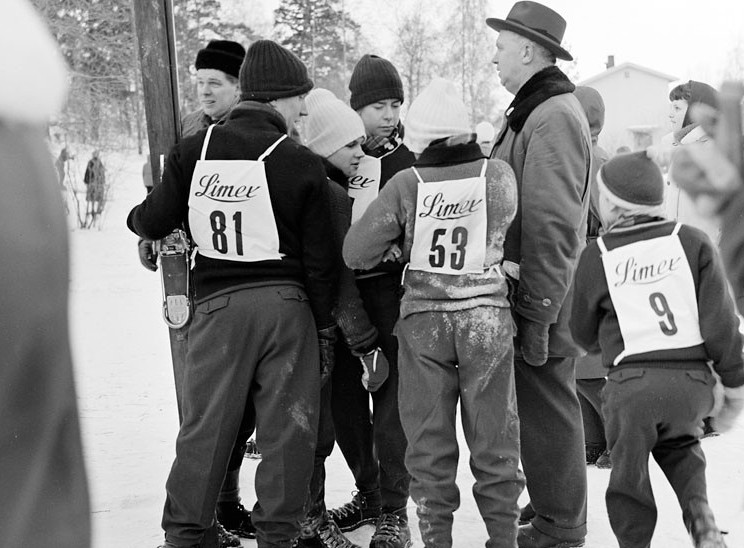
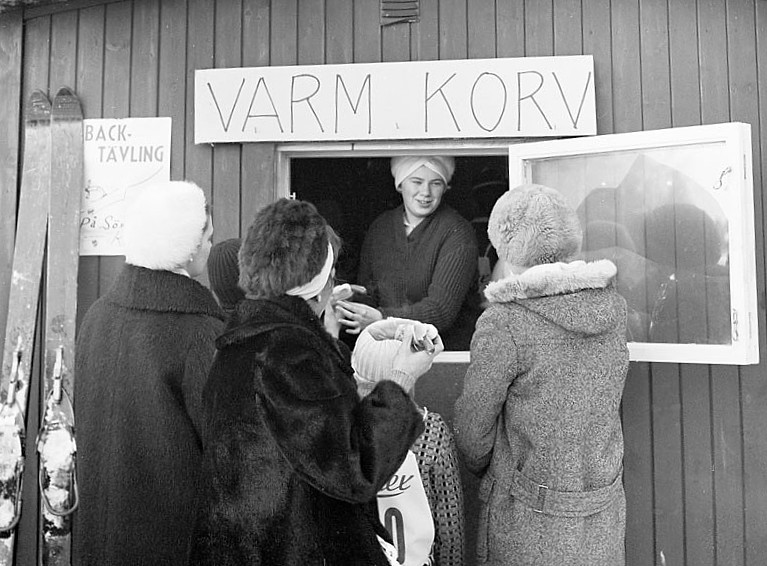

- Ungdomstävling i backhoppning i Hemskogen 1960

### Hoppbackens vidare öden
År 2016 tog elever från närbelägna Enskedefältets skola ett initiativ till uppsnyggning av platsen som de riktade i ett brev till Enskede-Årsta-Vantörs stadsdelsnämnd. Deras medborgarförslag behandlades välvilligt i januari 2016 och tillstyrktes av stadsdelsnämnden. I nämndens tjänsteutlåtande hette det bland annat: "Förvaltningen är positiv till medborgarförslaget och tänker gå till mötes på vissa delar av förslaget. Förvaltningen kommer att riva den gamla hoppbacken samt se till att det finns en stig upp till den nya utsiktsplatsen. Förvaltningen ska även anlägga någon form av sittmöjlighet med regnskydd på platsen".
Året därpå revs hela den kvarvarande träkonstruktionen, ordnades en utsiktsplats med tak och sittbänkar på toppen samt anlades trappor uppför berget. De gamla fundamenten och plintarna av betong fanns kvar och blev till fästen för bänkar och den väderskyddade utsiktsplatsen. Lilla backens avhopp finns också kvar, den består av tuktad gråsten och är cirka 80 centimetermeter hög. Någon backhoppning blir det dock aldrig mera i Hemskogen, däremot blev båda underbackar några av områdets populära pulkabackar.

### Nutida bilder

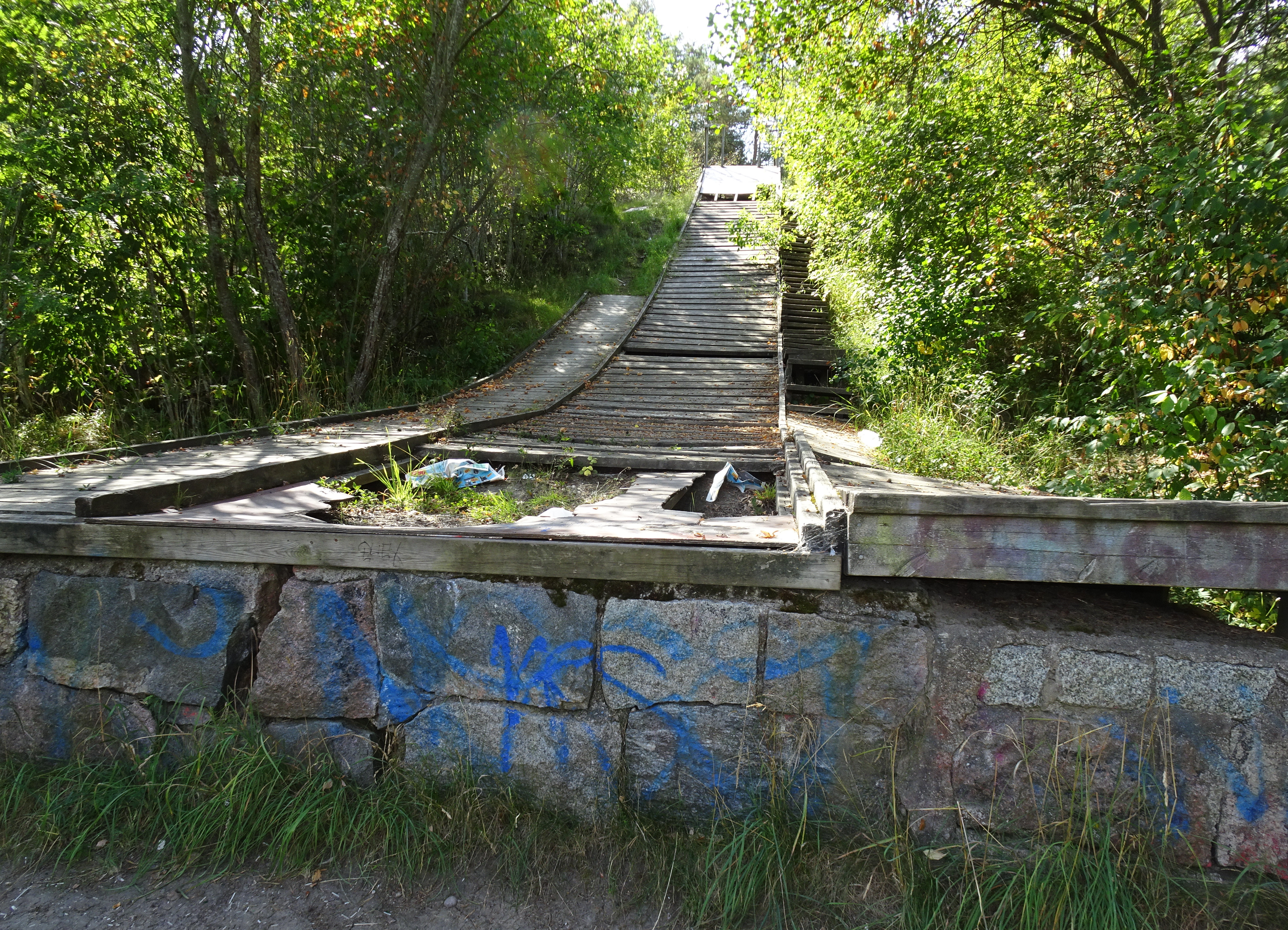
Lilla backens nerfart och avhopp, 2016.
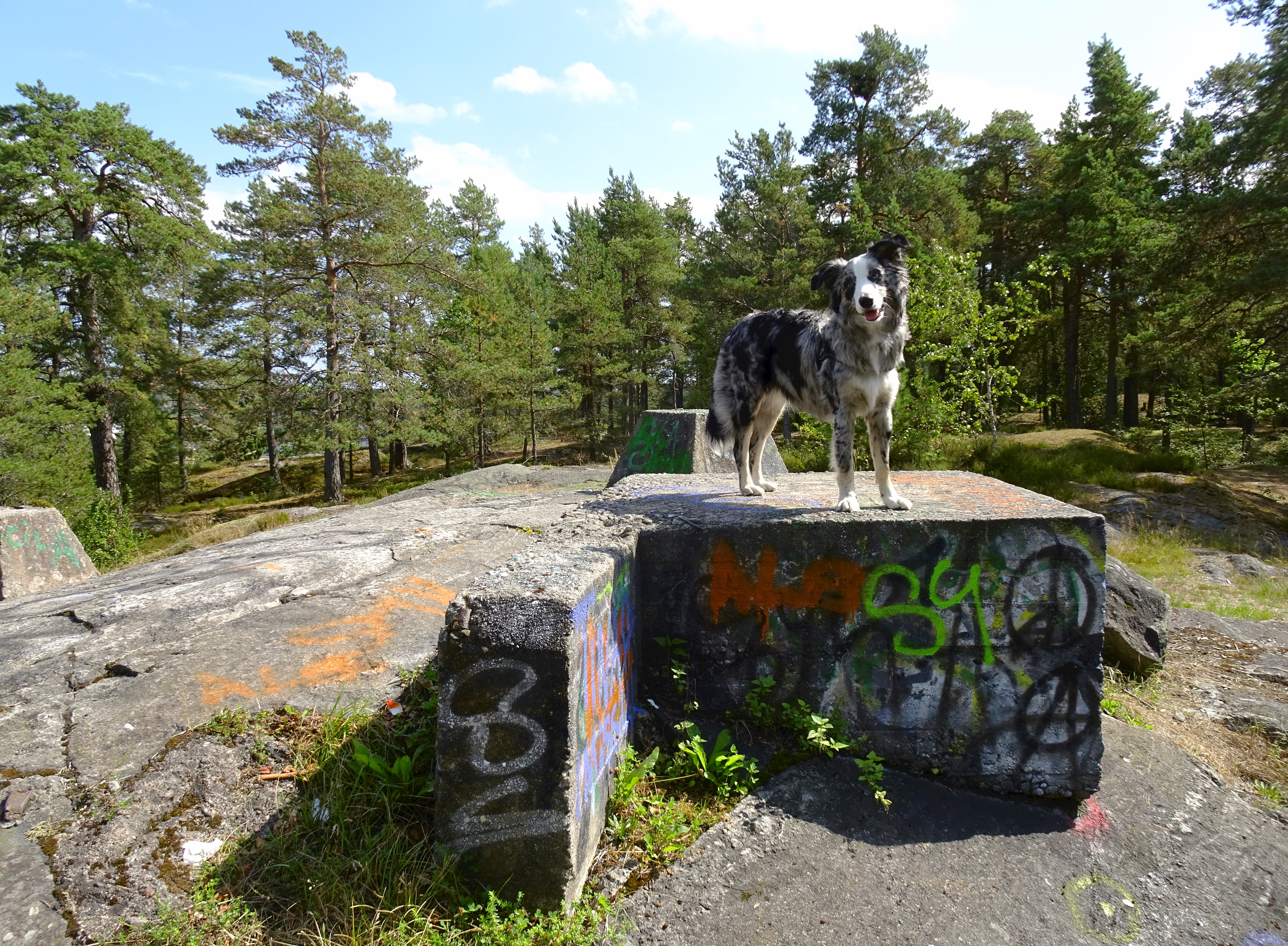
Stora backens tornfundament, 2016.
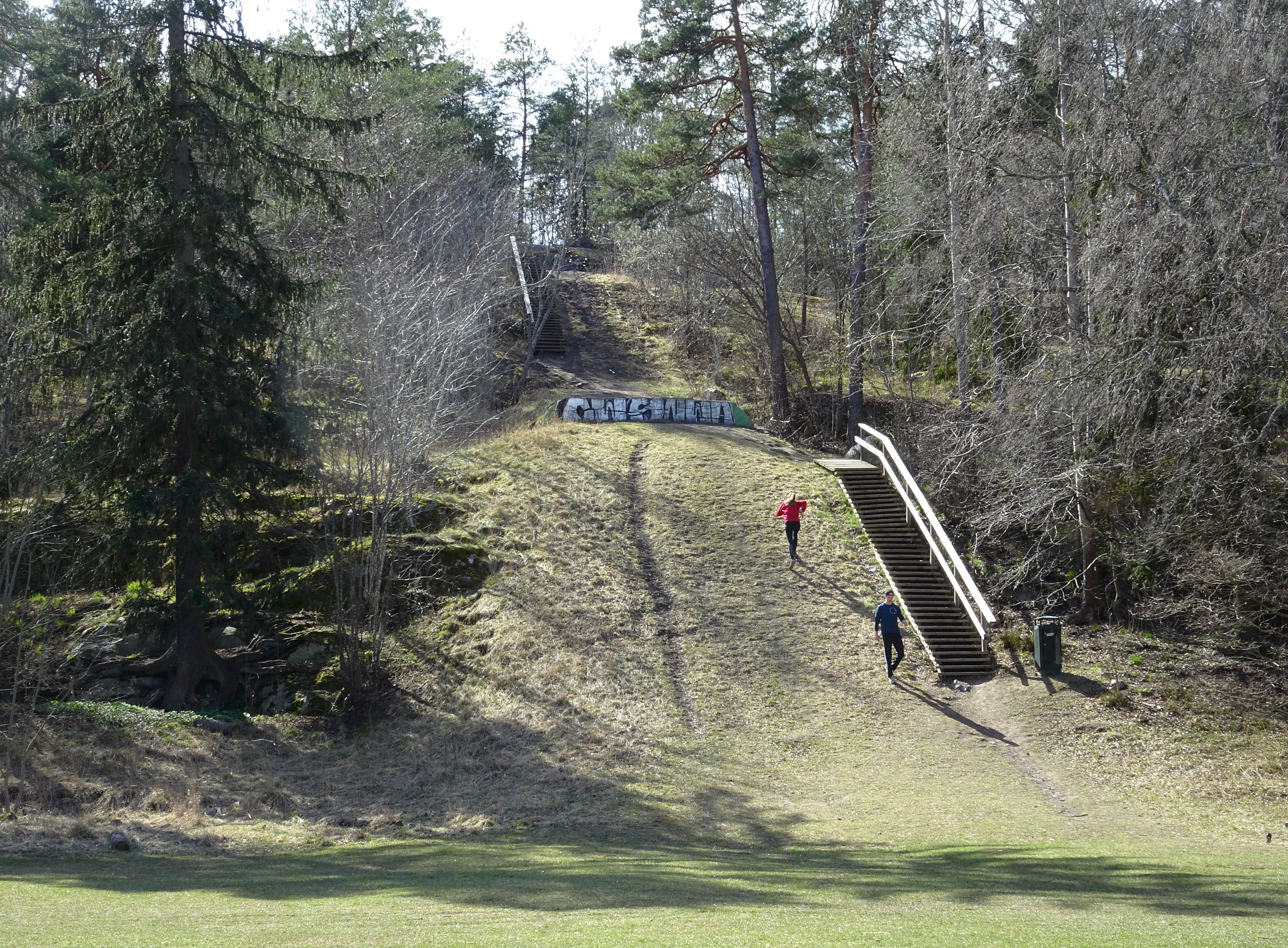
Lilla backen med nya trappor, 2020.
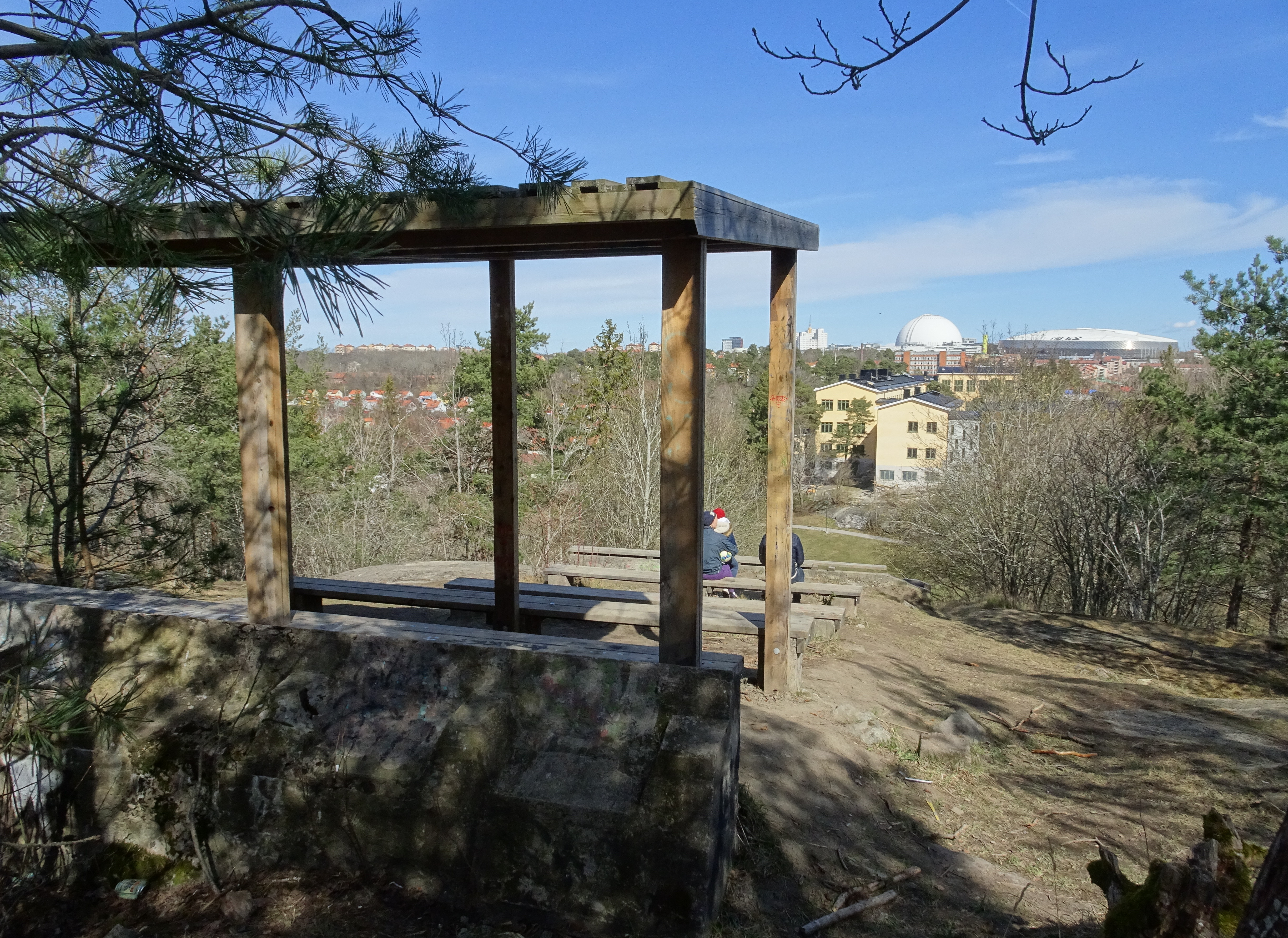
Utsiktsplatsen på stora backen, 2020.
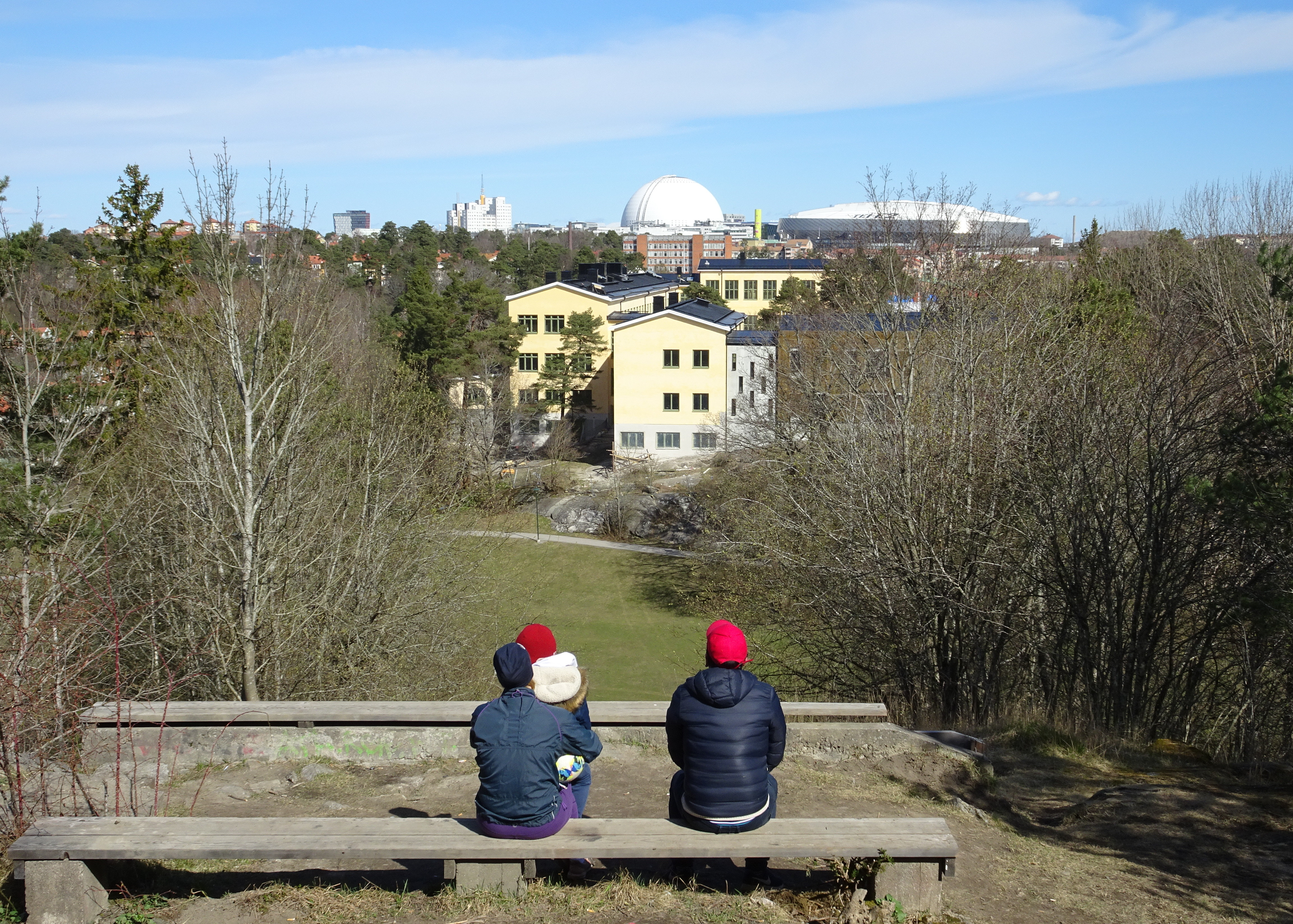
Utsikten från stora backen, 2020.